# Tobias Buntschuh
Tobias Buntschuh ist ein von Joe May produziertes deutsches Stummfilmdrama aus dem Jahre 1921. Unter der Regie von Holger-Madsen spielt selbiger auch die Titelrolle.

## Handlung
Tobias Buntschuh ist ein genialer Erfinder, der überdies ein großes Stahl- und Eisenwerk besitzt. Vom Wesen her eigenbrötlerisch, ist er durch seine Verkrüppelung zu einem Sonderling geworden, der sich ganz auf sein prachtvolles Schloss zurückgezogen hat. Trotz so mancher Zurückweisung ist er jedoch nie zum Misanthropen, zum Menschenhasser geworden, im Gegenteil: Tobias Buntschuh wird für seine soziale Ader und seine Hilfsbereitschaft gerühmt. Eines Tages beginnen sich die Dinge stürmisch zu entwickeln: mehrere in einem Trust zusammengefasste Konkurrenzunternehmen greifen sein Lebenswerk an und hetzten Buntschuhs Arbeiterschaft gegen ihn auf. Außerdem tritt nach langer Zeit wieder eine Frau ins Tobias’ Leben, die schöne Zirkustänzerin Radiana.
Als die junge Frau Schutz sucht, ist es Tobias, der ihr diesen ohne weitere Hintergedanken gewährt. Doch wieder wird eine Hoffnung enttäuscht. Buntschuh, der sich in die junge Frau ernsthaft verliebt, muss sie letztlich ziehen lassen, denn Radiana hat sich in den jüngeren Lukas verguckt, und der scheint auch nicht eben desinteressiert. Beide wollen aber unbedingt vermeiden, dass Tobias Buntschuh eine Zurückweisung erfährt und versuchen, ihn nicht zu verletzen. Doch Tobias, der weiß, dass er unter diesen Umständen keine Chance bei dem Zirkusmädchen hat, verzichtet auf Radiana und lässt den beiden ihr aufkeimendes Glück.

## Produktionsnotizen
Tobias Buntschuh entstand im Winter 1920/21 im May-Film-Atelier in Berlin-Weißensee und wurde am 1. April 1921 in Berlins Tauentzienpalast uraufgeführt. Der Fünfakter besaß eine Länge von 1865 Metern.
Produzent Joe May übernahm auch die künstlerische Oberleitung. Die Filmbauten entwarf Stefan Lhotka.

## Kritik
Paimann’s Filmlisten resümierte: „Stoff sehr feinsinnig, Spiel und Photos ausgezeichnet, Szenerie sehr gut.“